# Koniczyna dwukłosowa
Koniczyna dwukłosowa (Trifolium alpestre L.) – gatunek rośliny wieloletniej należący do rodziny bobowatych. Występuje w Europie, poza jej częścią północną i zachodnią, oraz na Kaukazie i w Azji Mniejszej. W Polsce dość pospolita na obszarze całego kraju z wyjątkiem rejonów południowo-wschodnich, gdzie spotykana jest sporadycznie. Rzadka jest również w niższych położeniach górskich.

## Morfologia

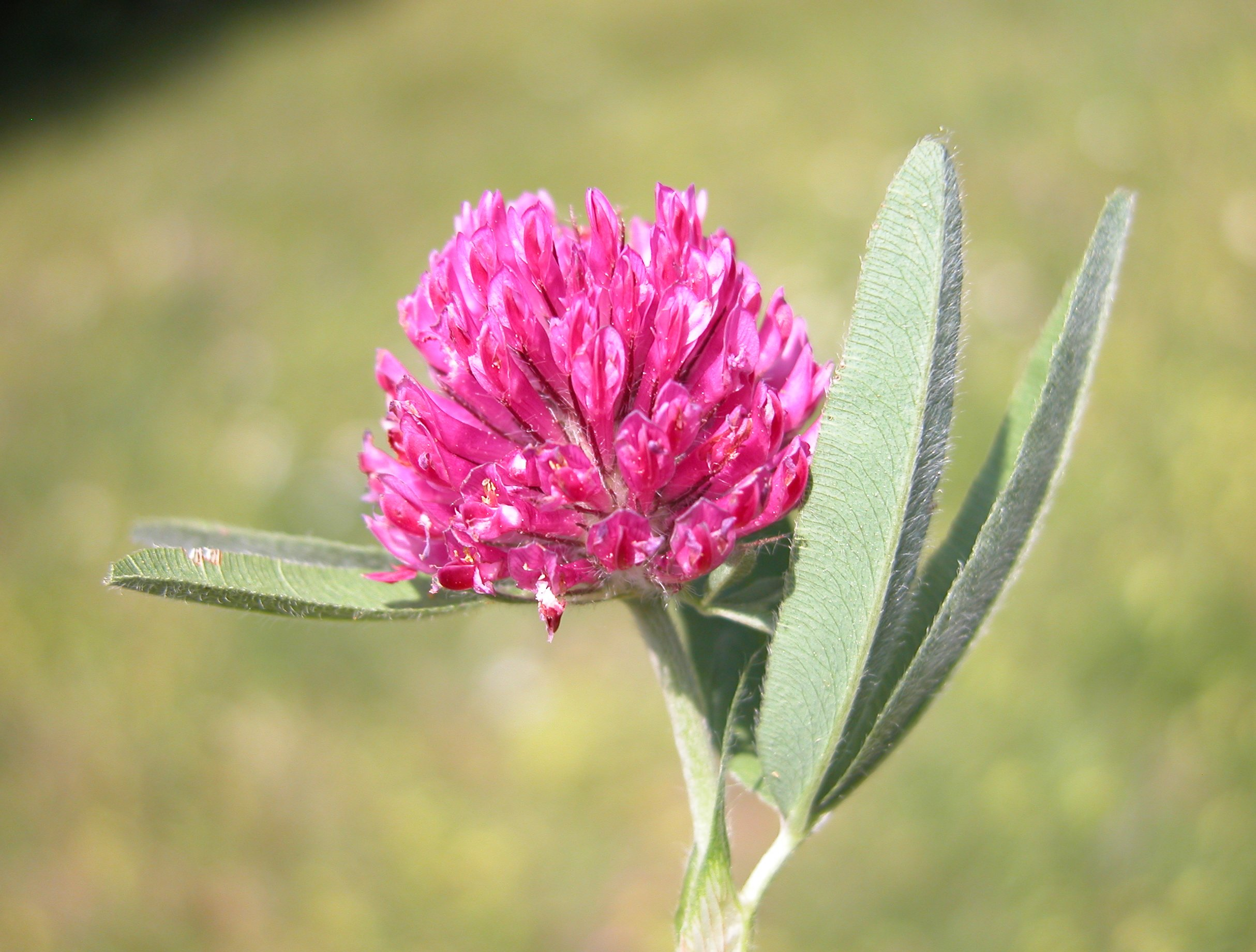
Kwiatostan

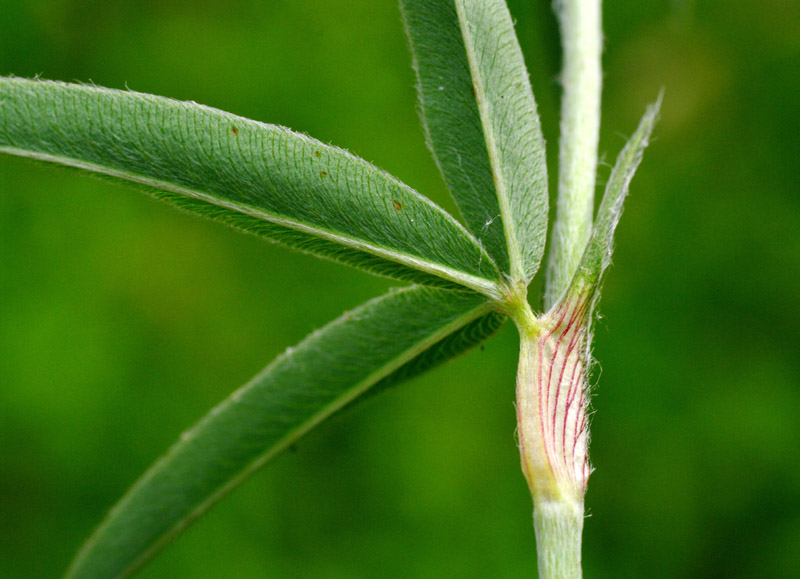
Liści i przylistek

ŁodygaWzniesiona, owłosiona, o wysokości 15–40 cm.
LiścieSkrętoległe, trójlistkowe, z ogonkami krótkimi na górze łodygi i długimi na dole. Listki wąskoeliptyczne bądź lancetowate, o rozmiarach 2,5–5 x 0,5–1 cm, całobrzegie lub delikatnie ząbkowane i owłosione od spodu. Przylistki zrośnięte z ogonkami, obejmujące łodygę, szerokości do 3 mm. Przylistki liście wspierających kwiatostan kształtu jajowatego, zaostrzone.
KwiatyDługości 11–13,5 mm, zebrane w dwie, lub rzadko jedną kulistą (jajowatą) główkę na szczycie łodygi. Długość główki do 2,5 cm. Kielich 20-nerwowy, z szydlastymi ząbkami, owłosiony. Korona barwy od jasnoczerwonej do purpurowoczerwonej, wąska, ze zrośniętymi w rurkę paznokciami płatków.
OwocOkrągłojajowaty strąk.

## Biologia i ekologia
Bylina, hemikryptofit. Kwitnie od czerwca do sierpnia. Porasta gleby suche, mezotroficzne, zasadowe do lekko kwaśnych. Spotykana w ciepłolubnych dąbrowach i subborealnym borze mieszanym, a także w ciepłolubnych zbiorowiskach okrajkowych.